# Enol
Un enol o alquenol és un alquè que té un grup hidroxil unit a un dels àtoms de carboni amb doble enllaç. A aquest grup funcional s'anomena grup enol, tot i que és més comú utilitzar el terme enol per referir-se als alquenols, que el terme alquenol mateix. Els enols i els grups carbonil (com les cetones i els aldehids) són de fet, isòmers, això és el que s'anomena tautomeria ceto-Enol:
La forma Enol és la mostrada a la dreta. Normalment és inestable, no sobreviu molt, i canvia a la forma ceto (a l'isòmer cetona), dibuixada a l'esquerra. Això és degut al fet que l'oxigen és més electronegatiu que el carboni, i per això té més força el seu enllaç. Un doble enllaç C=O és més de dues vegades més fort que un enllaç carboni-oxigen simple, però un enllaç carboni-carboni doble no és el doble de fort que dos enllaços simples carboni-carboni sinó una mica menys.
Només en els compostos 1,2-dicarbonílics i 1,3,5-tricarbonils predomina la forma (mono) enol. En aquest cas és per una ressonància i per un pont hidrogen intramolecular que té la forma enol, però que no pot tenir la forma ceto. Llavors, el propanodial (O = CH-CH  2 -CH = O) hi ha més d'un 99% com un monoenol.
La paraula enol deriva d'alquè (o simplement -è, el seu sufix) i alcohol (o el sufix -ol).

## Anió enolat
Quan un aldehid perd el Hα (el Hα és el H del Cα, i aquest és el que és veí del C carbonil), es forma l'anió enolat com es mostra en la figura següent:
Els 1,3 dicarbonílics i 1,3,5 tricarbonils són lleument àcids, per la forta estabilitat de ressonància. Aquests anions enolat són molt preuats a l'hora de sintetitzar alcohols i compostos carbonils molt complexos (addició aldòlica). El valor sintètic està donat gràcies al fet que és nucleofílica, per tenir una càrrega negativa neta.